# Szeha
Szeha (vagy Šeḫa) a Bakırçay folyó (klasszikus ókorban ógörögül: Καϊκός (Kaikosz), latinul: Caecus) i. e. 14. században használt hettita neve. A partjain elterülő országot a hettita források Szeha Folyó Földjének nevezik.
A terület Vilusza déli részének önállósodásával alakult önálló országgá. Első említései II. Arnuvandasz hettita király idejéből származnak, amikor Muvavalvisz függetlenedett, sőt utolsó uralkodási évében Arzava trónját is megszerezte. Muvavalvisz talán I. Muvatallisz és Valannisz fia volt, ez esetben az alkirályként ténykedő herceg önállósodásáról lehet szó a Muvatallisz halálát követő zavaros, polgárháborús időszakban. Arzava megszerzése összefügghet I. Szuppiluliumasz győzedelmes nyugati hadjárataival, melyek során Arzava, a hettiták örök ellenlábasa, és Vilusza a hettiták szövetségese is meggyengült. Ugyanebben az időben szakadt el Arzavától Millavanda is.
Muvavalvisz halálával zavaros polgárháború és Hatti-ellenes lázadások törtek ki. Manapa-Tarhuntasz (Muvavalvisz fia) belekeveredett ezekbe a lázadásokba, végül II. Murszilisz és Pijaszilisz ellen már nem mert kiállni, békét kért és a trónján maradhatott. A CTH#191 (KUB 19,5, KBo 19,79) számú Manapa-Tarhuntasz levél rávilágít a nyugat-anatóliai hatalmi viszonyok átrendeződésére, Arzava végleges hanyatlására és Ahhijava, valamint Lukka, mint új hatalmak megjelenésére. Ebben a levélben olvasható először Pijamaradu, az új millavandai király neve is.
Manapa-Tarhuntasz utódja, Maszturi már beházasodhatott a hettita uralkodóházba, II. Muvatallisz húgát vette feleségül, amivel rokonságba keveredett Mira és Kuvalijasz királyával, Maszkhuiluvával, valamint I. Sausgamuva amurrui uralkodóval. Hiába volt azonban a szoros barátság sógorával, III. Hattuszilisszel, Maszturi uralkodásának egy ahhijavai támadás vetett véget.
Masturi halála után Tarhuntaradu, egy ismeretlen származású ember vette át a hatalmat, aki rokona lehetett Ahhijava királyának. III. Tudhalijasz személyesen viselt hadat ellene. Ahhijava ismét beavatkozott, de teljes vereséget szenvedtek. Tarhuntaradu egy szigetre menekült, családja, rokonsága fogoly lett a Xanthosz melletti Arinnában (később Xanthosz). A szehai dinasztia visszakerült a trónra, de i. e. 1180–1170 körül végleg eltűnik a forrásokból.

## Szeha uralkodói
- Muvavalvisz
- Manapa-Tarhuntasz
- Ura-Tarhuntasz
- Manapa-Tarhuntasz (másodszor)
- Maszturi
- Mirijasz és Tarhuntaradu kormányzók, trónbitorlók.
- ismeretlen

## Külső hivatkozások
- Hittites.info
- Itamar Singer: Western Anatolia in the Thirteenth Century B.C. – According to the Hittite Sources
- Amnon Altman: Rethinking the Hittite System of Subordinate Countries from the Legal Point of View, Journal of the American Oriental Society, 2003.
- The failed reforms of Akhenaten and Muwatalli by Itamar Singer in British Museum Studies in Ancient Egypt and Sudan (BMSAES) 6(2006), pp. 37–58